# Казак (Житомирская область)
Казак (укр. Козак) — село на Украине, находится в Коростышевском районе Житомирской области.
Население по переписи 2001 года составляет 127 человек. Почтовый индекс — 12521. Телефонный код — 4130. Занимает площадь 0,485 км².

## Адрес местного совета
12521, Житомирская область, Коростышевский р-н, с.Бельковцы